# شو دان
شو دان (بالصينية: 徐丹) هو لاعب رماية صيني، ولد في 13 أبريل 1969.

## وصلات خارجية
- شو دان على موقع أوليمبيديا (الإنجليزية)
- شو دان على موقع اللجنة الأولمبية الصينية (الإنجليزية)